# 中国达人秀
《中国达人秀》是中国大陸东方卫视製作的一档真人秀節目，目前已举办至第六季。中国达人秀旨在实现身怀绝技的普通人的梦想。由于与节目《英国达人》的制作公司同为弗里曼特爾媒體，比赛的模式也比较类似。第一季最后的胜者将获得在拉斯维加斯表演三个月的合约并且成为台湾著名歌手蔡依林Myself世界巡回演唱会的嘉宾。节目主持人为程雷，评委由三人构成，第一季评委由高晓松、伊能静与周立波三人来担任。第二季节目中由于评委高晓松被判拘役，陈耀川、黄舒骏、杨澜先后担任评委。第三季周立波为常任梦想观察员， 高晓松、倪萍、黄舒骏等人轮换任观察员。第四季由于评委周立波被封杀，窦文涛为常任梦想观察员， 高晓松、伊能静、黄舒骏、黄豆豆、徐静蕾、黎明、杨威、英达等人轮换任观察员。第五季评委由刘烨、赵薇、苏有朋与王伟忠四人来担任。第六季评委由沈腾、金星、杨幂与蔡国庆四人担任，部分节目中由岳云鹏代替金星。
《中国达人秀》致力于打造“零门槛”选秀节目，让拥有才华和梦想的任何一个普通人，都可以展示天赋和潜能。

## 赛程、赛制

### 海选
《中国达人秀》在中国多个城市举办过海选活动。海选通常在商厦或者其他小型的室内、室外舞台举行。部分海选的花絮在电视上播放。通过海选的选手能进入到下一轮的初赛。

### 初赛
初赛在上海音乐厅 (第一季至第四季)、上海大舞台 (第四季)、喜玛拉雅中心大觀舞台 (第五季)、乌镇大剧院（第六季）举行。在选手表演期间评委可以点亮在舞台上方的红叉，当所有叉亮起的时候，选手应该停止表演。如果在所有评委中多数（三个及以上）给予选手“YES”，则表示该选手晋级。由于复赛只能有24名(第四季為16名、第五季為20名、第六季為28名)选手参加，评委需要在全部的初赛胜出选手中选择出下一阶段参赛选手。
在第六季初赛中，新增了“黄金按钮赛制”，给予每位梦想观察员一次“一键保送”的机会，即如果有参赛选手的表演在某一维度上有过人的吸引力，赢得任何一位梦想观察员青睐，便可直接晋级達人沖刺夜。

### 人民大会堂冲刺夜 (第三季) 、 終極考核戰 (第五季)
在第三、第五季中新增的比賽環節。由海選達人群中選出特定達人，並進行分組考核。實力最強的選手可進入下一輪比賽，未被選中的則必須直接出局。

### 梦想观察员挑选赛（第六季）
因应第六季重新设计赛制，故在初赛结束后，新增“梦想观察员挑选赛”环节。每名梦想观察员需要在89组获得3个及以上yes的达人里各自推荐6组达人，与被按下“黄金按钮”选手一起完成专场演出，最后由梦想观察员选择选手加入各自队伍，参加達人沖刺夜比赛。

### 半決赛 (第一季)、人民大会堂巡演 (第二季至第四季)、達人沖刺夜 (第五、六季)
中国达人秀的半决赛在大宁剧院 (第一季)、北京人民大會堂 (第二季至第四季) 和上海宝山体育馆 (第五季)举行。
- 第一季：半決赛由評委在初赛通过选手中选取24組選手晋级。复赛分为三场，每场8組選手比赛。在每組選手表演结束後，先由媒体评审团进行投票。在所有參賽者表演後，每位评委會拥有10票投给指定选手。媒体评审团票數和评委票數相加即为该选手的最终投票。每场票数最高的选手直接晋级决赛，第二、三名由三位评委投票选出一人晋级决赛。
- 第二季至第四季：复赛由评委在初赛通过选手中选取16組選手晋级。复赛分为两场，每场8組選手比赛。在每組選手表演结束後，由媒体评审团进行投票。在所有參賽者表演後，每场票数最高的选手直接晋级决赛。然後，每位评委拥有10票，可以投给指定选手。评审团票和评委投票相加即为该选手第二輪的最终投票。第二輪中得票最高的選手晋级决赛，排在第二和第三名的選手警如第三輪投票，由评委投票选出一人晋级决赛。如果在第二輪投票中有同票情況，以致未能分出得票最高的選手，媒体评审团需要重新投票，從兩位中選出一位通過。在第四季，如果在第三輪投票中有同票情況，投票權將交給公眾，進行網絡票選，票數較高者進入决赛。

| 程序 | 第一季                      | 第二季至第四季                    |
| ---- | --------------------------- | --------------------------------- |
| 1    | 媒體評聲團投票              | 媒體評聲團投票 產生第一個決賽名額 |
| 2    | 評委投票 產生第一個決賽名額 | 評委投票 產生第二個決賽名額       |
| 3    | 評委選擇 產生第二個決賽名額 | 評委選擇 產生第三個決賽名額       |

- 第五季：經過終極考核戰後，共有20組選手晋级。复赛分为两场，每场10組選手比赛，再分為五組兩兩對決。每場對決後，媒体评审团從兩位選手中選出一組進入安全區，另外一組淘汰出局。五場對決之後，媒体评审团會從安全區中的五組選手選出兩位，直接進入達人盛典。餘下的三組選手，评委將共同商議選出一組進入達人盛典，其他兩組淘汰出局。
- 第六季：在梦想观察员挑选赛结束后，共有28組選手参加本环节比赛。本季達人沖刺夜共四场（每名观察员为一场），每场7組選手比赛。每组选手表演结束后，会由100位来自全国各地及各职业的大众评审投票决定选手的支持率，占比为80%；除主场梦想观察员外，其他三位梦想观察员则拥有代表20%支持率的一票。每场比赛支持率最高的选手将作为“达人之星”进入達人盛典，而另外一个名额则需要由主场梦想观察员从支持率排行第二、三名的选手中挑选进入達人盛典，其余5组选手则直接淘汰[2]。

### 總决赛 (第一季)、達人盛典 (第二季至第六季)
中国达人秀的决赛在大宁剧院 (第一季)、上海八万人体育场 (第一季至第二季)、梅赛德斯—奔驰文化中心 (第三季至第四季) 和上海大舞台 (第五季)举行。
- 第一季：根据观众投票产生 2 組复活选手，加入複賽胜出的6組选手，参加冠军的角逐。比赛的最终名次是通过观众手机短信投票的方式决出。
- 第二季至第四季：根据观众投票产生 2 組复活选手，加入複賽胜出的6組选手，参加冠军的角逐。在第一輪，每一位選手表演後，評委需要作出最後評核，給出 "Yes" 或 "No"。只有得到過半數評委給出的 "Yes" 才可以進入，反之淘汰。在第二輪，場內觀眾會跟據場內屏幕的短信號碼，作出手机短信投票，最高投票分數的四組選手會進入第三輪。在第三輪，評委會共同選出兩組選手進入第四輪投票。最後一輪中，通过现场媒体評審團代表投票，选出最终冠军。
- 第五季：根据观众投票产生 1 組复活选手，加入從沖刺夜胜出的六組选手，参加冠军的角逐。复活选手將直接參加第二輪比賽，其他六組選手分為三組兩兩對決。每場對決後，媒体评审团從兩位選手中選出一組進入第二輪，另外一組淘汰出局。三場對決之後，產生三組達人總冠軍候選人。在第二輪，复活选手表演後，場內觀眾會從四組選手中選出一組參加第三輪巔峰對決，而評委另外選出一組參加。最後一輪中，通过现场媒体評審團代表投票，选出最终冠军。
- 第六季：每组选手表演结束后，会由120位来自全国各地及各职业的观众代表及媒体代表组成的超级评审团投票决定选手的支持率，而每位梦想观察员则拥有10分的打分权，两者分数相加形成最终排名，分数最高者将获得“年度达人”称号，对应观察员战队亦会获得“年度战队”称号。

## 主持、评委
釋：   前任    現任
| 主持   | 第一季 | 第二季 | 第三季 | 第四季 | 第五季 | 第六季 |
| ------ | ------ | ------ | ------ | ------ | ------ | ------ |
| 程雷   |        |        |        |        |        |        |
| 曹可凡 |        |        |        |        |        |        |
| 楊瀾   |        |        |        |        |        |        |
| 評委   | 第一季 | 第二季 | 第三季 | 第四季 | 第五季 | 第六季 |
| 高曉松 |        |        |        |        |        |        |
| 伊能靜 |        |        |        |        |        |        |
| 周立波 |        |        |        |        |        |        |
| 黃舒駿 |        |        |        |        |        |        |
| 陳耀川 |        |        |        |        |        |        |
| 楊瀾   |        |        |        |        |        |        |
| 倪萍   |        |        |        |        |        |        |
| 崔永元 |        |        |        |        |        |        |
| 劉偉   |        |        |        |        |        |        |
| 黃豆豆 |        |        |        |        |        |        |
| 黎明   |        |        |        |        |        |        |
| 徐静蕾 |        |        |        |        |        |        |
| 杨威   |        |        |        |        |        |        |
| 英达   |        |        |        |        |        |        |
| 窦文涛 |        |        |        |        |        |        |
| 刘烨   |        |        |        |        |        |        |
| 赵薇   |        |        |        |        |        |        |
| 苏有朋 |        |        |        |        |        |        |
| 王伟忠 |        |        |        |        |        |        |
| 蔡国庆 |        |        |        |        |        |        |
| 杨幂   |        |        |        |        |        |        |
| 金星   |        |        |        |        |        |        |
| 沈腾   |        |        |        |        |        |        |
| 岳云鹏 |        |        |        |        |        |        |

## 每季概览

### 第一季 (2010)
2010年5月13日，上海世博会事务协调局、东方卫视以及宝洁公司在上海召开联合发布会，共同宣布这项全球最大的选秀活动将落户东方卫视。这是世界上最知名的选秀节目首次进驻中国。《中国达人秀》是全球最大、中国大陆唯一的原版选秀，也是2010年中国大陆唯一一档拥有正式版权的选秀节目。
中国达人秀第一季初赛开始于2010年7月25日。于每周日晚9点05分在东方卫视首播。8月15日由于纪念甘肃舟曲泥石流自然灾害遇难同胞的全国哀悼日，节目暂停一期。第一季的比赛取得了极高的收视率，在上海地区多次突破20点大关，全国范围的收视也名列前茅。总决赛收视率更是创下新高，达到了全国5.70%，上海本地34.88%

决赛于2010年10月10日在上海八万人体育场举行，通过观众的手机短信投票，最终刘伟获得了《中国达人秀》（第一季）的总冠军。

### 第二季 (2011)
中国达人秀的第二季比赛与2011年2月开始在全国各地进行海选。并于2011年5月1日起每周日晚9：30分在东方卫视播出。初赛于上海音乐厅举行，复赛于北京市人民大会堂举行，决赛则与上一季一样在上海体育场举办。
由于评委高晓松酒驾被判拘役，中国达人秀从第三集节目开始更换评委。但是由于节目录制和剪辑原因，观众仍然可以在第三集之后后的节目中看到高晓松担任评委的场景。从第三集节目开始中国达人秀的新评委有陈耀川、黄舒骏。复赛阶段，由于黄舒骏新婚，评委由杨澜接替。决赛阶段，黄舒骏回归，杨澜成为主持人。
本季冠军是卓君，亚军是菜花甜妈，季軍是胡啟志（美籍華人）。

### 第三季 (2011)
东方卫视于2011年10月1日播出《中国达人秀第三季启动仪式暨中国达人迎国庆特别节目》标志着中国达人秀的第三季比赛正式开始。第三季的节目于2011年9月开始，在全中国多个城市举办海选活动。2011年11月15日开始进行第三季初赛录制，并于2011年11月20日起在东方卫视播出。

### 第四季 (2012)
东方卫视在《顶级厨师》之后的2012年10月28日，开始播出《中国达人秀》第四季。

### 第五季 (2013)
由趙薇、劉燁、蘇有朋、王偉忠擔任梦想观察员。杂技演员尹中华最终获得年度达人、亞軍為湖北神曲歌手劉教授。

### 第六季 (2019)
2019年5月，东方卫视在春季招商会上宣布重启《中国达人秀》，其第六季节目计划于2019年8月11日每周日档播出，接档《极限挑战》第五季。知名演员杨幂确认担任该季评委。7月28日，《中国达人秀》第六季发布会于乌镇举行，蔡国庆、杨幂、金星、沈腾确认担任该季节目评委（梦想观察员）。本季节目对赛制进行重新设计，新增的黄金按钮赛制给予每位梦想观察员一次“一键保送”的机会，即如果有参赛选手的表演在某一维度上有过人的吸引力，赢得任何一位梦想观察员青睐，便可直接晋级半决赛。由于700架无人机表演设在外场录制，且金星行程有冲突，故金星缺席700架无人机表演录制，由岳云鹏临时代理“飞行观察员”。本季决赛（达人之夜）于10月20日播出，最终由杨幂推荐的石哲元获得“年度达人”称号。

## 涉嫌造假事件
2011年内蒙古孤儿乌达木（Uudam）在《中国达人秀》中演唱《梦中的额吉》在播出时，音频被替换成为了经过处理的同为五彩呼伦贝尔儿童合唱团（五彩传说）的巴特尔道尔吉在2007年演唱的版本，同时，歌唱第一句后观众的鼓掌声被做掉。
此时随即被传成了“乌达木假唱”。五彩传说的持有者凤凰网随即对巴特尔道尔吉和其他五彩传说合唱组成员进行了采访。由于只见到了东方卫视释放的版本，巴特尔道尔吉也错以为乌达木是在假唱，婉称“我担心他，有点口型不对，搨不住了”和“我想他用他自己的方法、自己的感觉试着唱这首歌的话—就是—更好”；其他（五彩呼伦贝尔）合唱团成员则直接称“这不是巴特尔唱的吗？”。
随后乌达木和巴特尔道尔吉两个孩子成为网络上热议和受质疑的对象，部分网民质疑乌达木，另有部分网民质疑巴特尔道尔吉“想出名想疯了”。
与此同时，乌达木原唱版的录像被不知名人士上传至网络，一小部分网民将矛头指向了东方卫视。
东方卫视“达人秀”宣传总监陆伟称：“假唱是完全不可能的事，乌达木是在上海音乐厅1300名观众和三个评委面前演唱的，像黄舒骏和伊能静这样的专业音乐人难道还看不出对口型吗，想在他们面前假唱，那水平根本是登峰造极了。如果有质疑，现场的1300名观众和评委都可以澄清。” 同时还直指网友“太残忍”。
后来，在电视台中播出的音频被替换的版本在网络上逐渐消失，一系列处理为类似电视台播出时的音频替换版本的乌达木原唱版被释放，称“现场完美修复版”。该版本介于原唱版和音频替换版之间，听觉上更接近于音频替换版，而内容却是原唱的。